# Parallage intricata
Parallage intricata là một loài bướm đêm trong họ Geometridae.